# سيمور (ويسكونسن)
سيمور (بالإنجليزية: Seymour, Wisconsin)‏ هي بلدة و مدينة من الدرجة الرابعة تقع في الولايات المتحدة في مقاطعة أوتاغامي. يقدر عدد سكانها بـ 3,451 نسمة ومساحتها 6.92 كم2 وترتفع عن سطح البحر 239 متر.

## التركيبة السكانية
قام مكتب تعداد الولايات المتحدة بتحديد بيانات التركيبة السكانية لسيمور في تعداد الولايات المتحدة. في ما يلي، التركيبة السكانية حسب تعدادي 2000 و2010.

### تعداد عام 2000
بلغ عدد سكان سيمور 810 نسمة بحسب تعداد عام 2000، وبلغ عدد الأسر 336 أسرة وعدد العائلات 219 عائلة مقيمة في المدينة. في حين سجلت الكثافة السكانية 344.5 نسمة لكل ميل مربع (133.0/كم2). وبلغ عدد الوحدات السكنية 393 وحدة بمتوسط كثافة قدره 167.1 نسمة لكل ميل مربع (64.5/كم2).
وتوزع التركيب العرقي للمدينة بنسبة 97.53% من البيض و 0.37% من الأمريكيين الأصليين و 1.11% من عرقين مختلطين أو أكثر.
بلغ عدد الأسر 336 أسرة كانت نسبة 27.1% منها لديها أطفال تحت سن الثامنة عشر تعيش معهم، وبلغت نسبة الأزواج القاطنين مع بعضهم البعض 53.3% من أصل المجموع الكلي للأسر، ونسبة 8.9% من الأسر كان لديها معيلات من الإناث دون وجود شريك، وكانت نسبة 34.8% من غير العائلات. تألفت نسبة 31.5% من أصل جميع الأسر من أفراد ونسبة 17.3% كانوا يعيش معهم شخص وحيد يبلغ من العمر 65 عاماً فما فوق. وبلغ متوسط حجم الأسرة المعيشية 2.89، أما متوسط حجم العائلات فبلغ 2.30.
بلغ العمر الوسطي للسكان 42 عاماً. وكانت نسبة 23.0% من القاطنين تحت سن الثامنة عشر، وكانت نسبة 6.4% بين الثامنة عشر والأربعة وعشرون عاماً، ونسبة 24.9% كانت واقعةً في الفئة العمرية ما بين الخامسة والعشرون حتى والأربعة وأربعون عاماً، ونسبة 20.9% كانت ما بين الخامسة والأربعون حتى الرابعة والستون، ونسبة 24.8% كانت ضمن فئة الخامسة والستون عاماً فما فوق. يوجد لكل 100 أنثى 91.0 ذكر، ويوجد لكل 100 أنثى في الثامنة عشر من عمرها فما فوق 90.8 ذكر.
بلغ متوسط دخل الأسرة في المدينة 26,172 دولار، أما متوسط دخل العائلة فبلغ 32,692 دولار. وكان متوسط دخل الذكور 24,531 دولار مقابل 20,833 دولار للإناث. وسجل دخل الفرد الخاص بالمدينة 13,581 دولار. وكانت نسبة 12.7% من العائلات ونسبة 22.0% من السكان تحت خط الفقر، وكان من هؤلاء نسبة 37.3% تحت سن الثامنة عشر ونسبة 12.3% في الخامسة والستين من العمر وما فوق.

### تعداد عام 2010
بلغ عدد سكان سيمور 3,451 نسمة بحسب تعداد عام 2010، وبلغ عدد الأسر 1,458 أسرة وعدد العائلات 915 عائلة مقيمة في المدينة. في حين سجلت الكثافة السكانية 1,292.5 نسمة لكل ميل مربع (499.0/كم2). وبلغ عدد الوحدات السكنية 1,565 وحدة بمتوسط كثافة قدره 586.1 لكل ميل مربع (226.3/كم2).
وتوزع التركيب العرقي للمدينة بنسبة 94.3% من البيض و 2.6% من الأمريكيين الأصليين و 0.2% من الأمريكيين ذوي الأصول الآسيوية و 0.3% من الأمريكيين الأفارقة و 1.8% من عرقين مختلطين أو أكثر.
بلغ عدد الأسر 1,458 أسرة كانت نسبة 33.7% منها لديها أطفال تحت سن الثامنة عشر تعيش معهم، وبلغت نسبة الأزواج القاطنين مع بعضهم البعض 47.4% من أصل المجموع الكلي للأسر، ونسبة 11.4% من الأسر كان لديها معيلات من الإناث دون وجود شريك، بينما كانت نسبة 4.0% من الأسر لديها معيلون من الذكور دون وجود شريكة وكانت نسبة 37.2% من غير العائلات. تألفت نسبة 32.0% من أصل جميع الأسر من أفراد ونسبة 16.2% كانوا يعيش معهم شخص وحيد يبلغ من العمر 65 عاماً فما فوق. وبلغ متوسط حجم الأسرة المعيشية 2.99، أما متوسط حجم العائلات فبلغ 2.36.
بلغ العمر الوسطي للسكان 36.1 عاماً. وكانت نسبة 26.5% من القاطنين تحت سن الثامنة عشر، وكانت نسبة 8.3% بين الثامنة عشر والأربعة وعشرون عاماً، ونسبة 27.7% كانت واقعةً في الفئة العمرية ما بين الخامسة والعشرون حتى والأربعة وأربعون عاماً، ونسبة 22.7% كانت ما بين الخامسة والأربعون حتى الرابعة والستون، ونسبة 14.7% كانت ضمن فئة الخامسة والستون عاماً فما فوق. وتوزع التركيب الجنسي للسكان بنسبة 48.1% ذكور و51.9% إناث.

## معرض صور

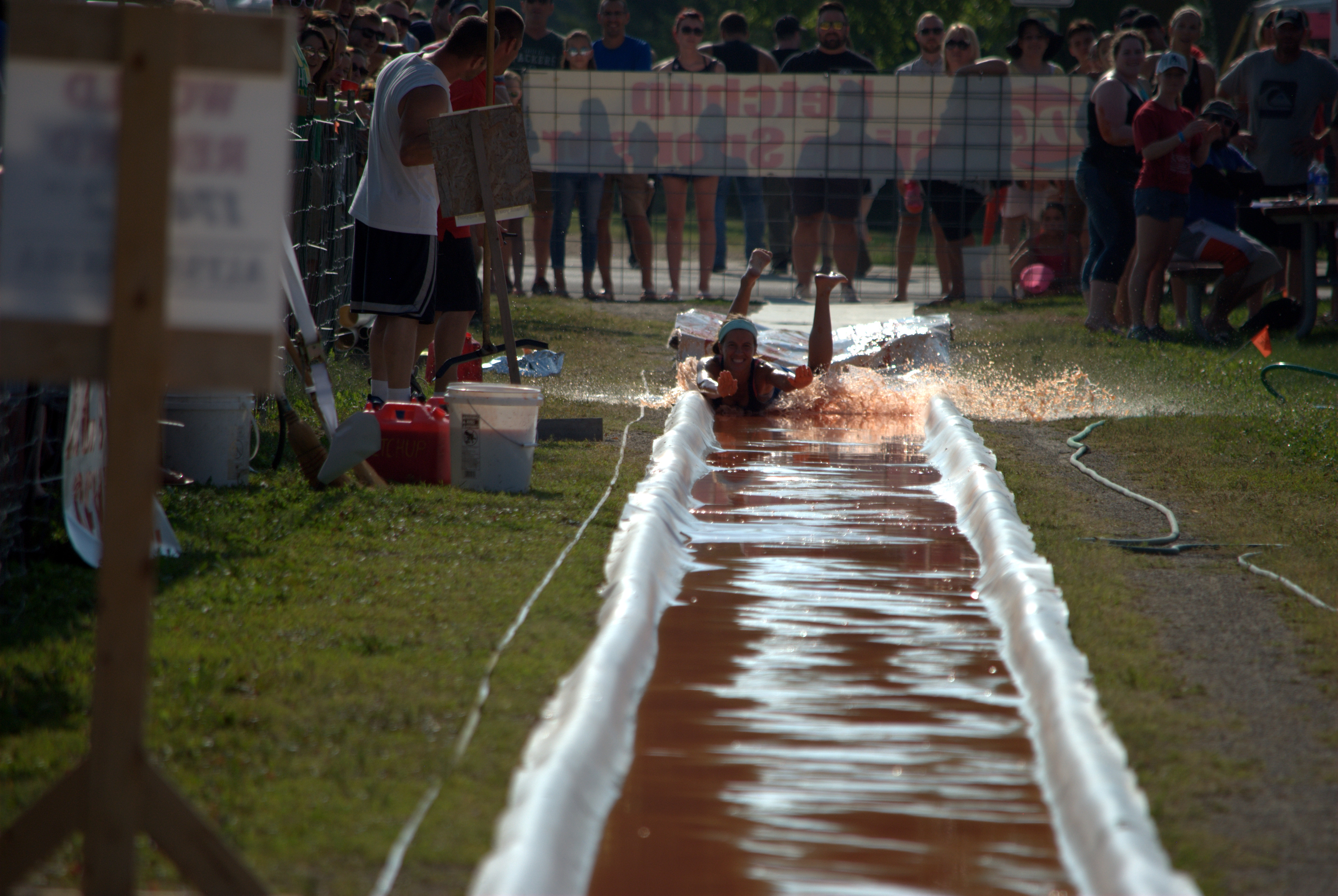
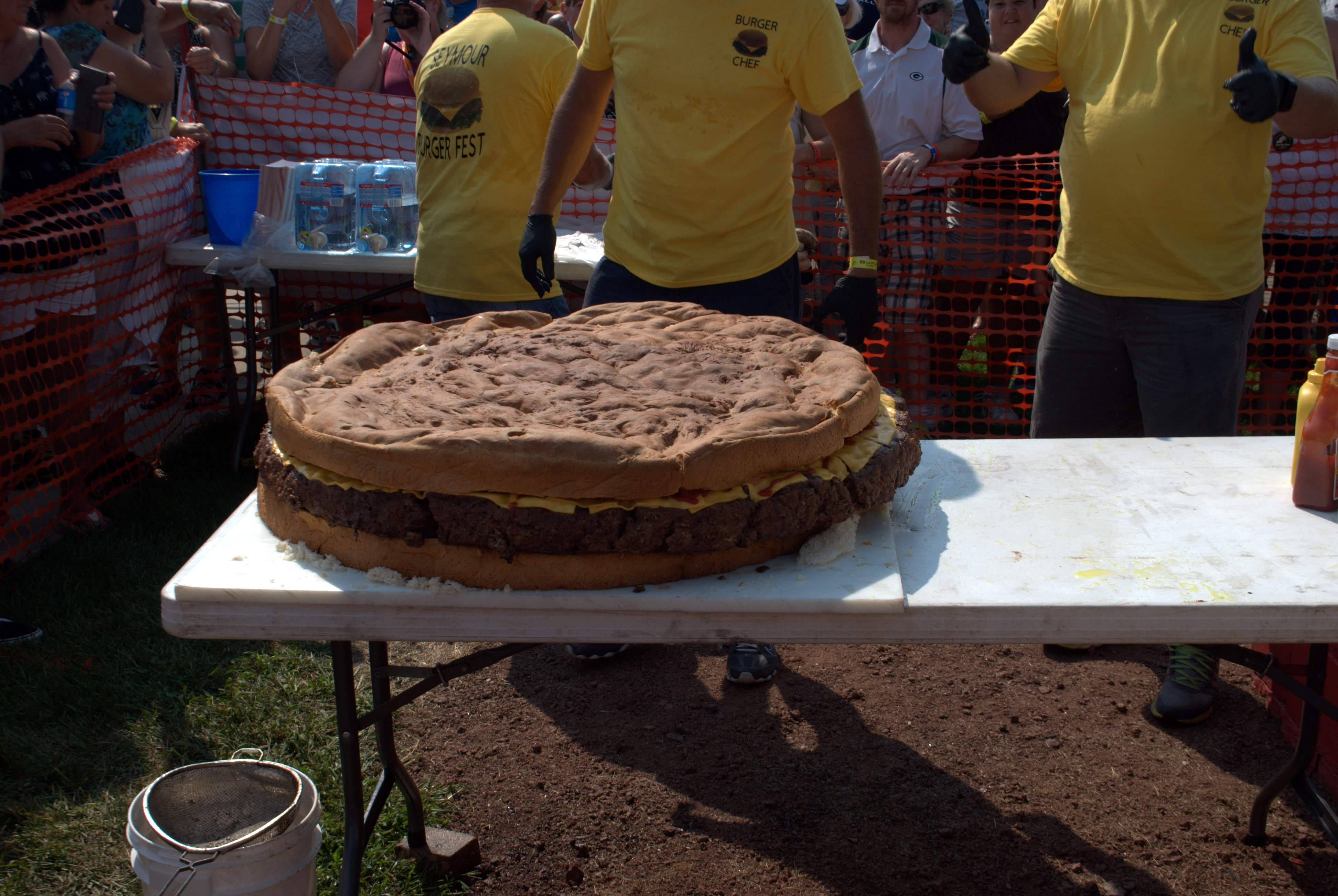
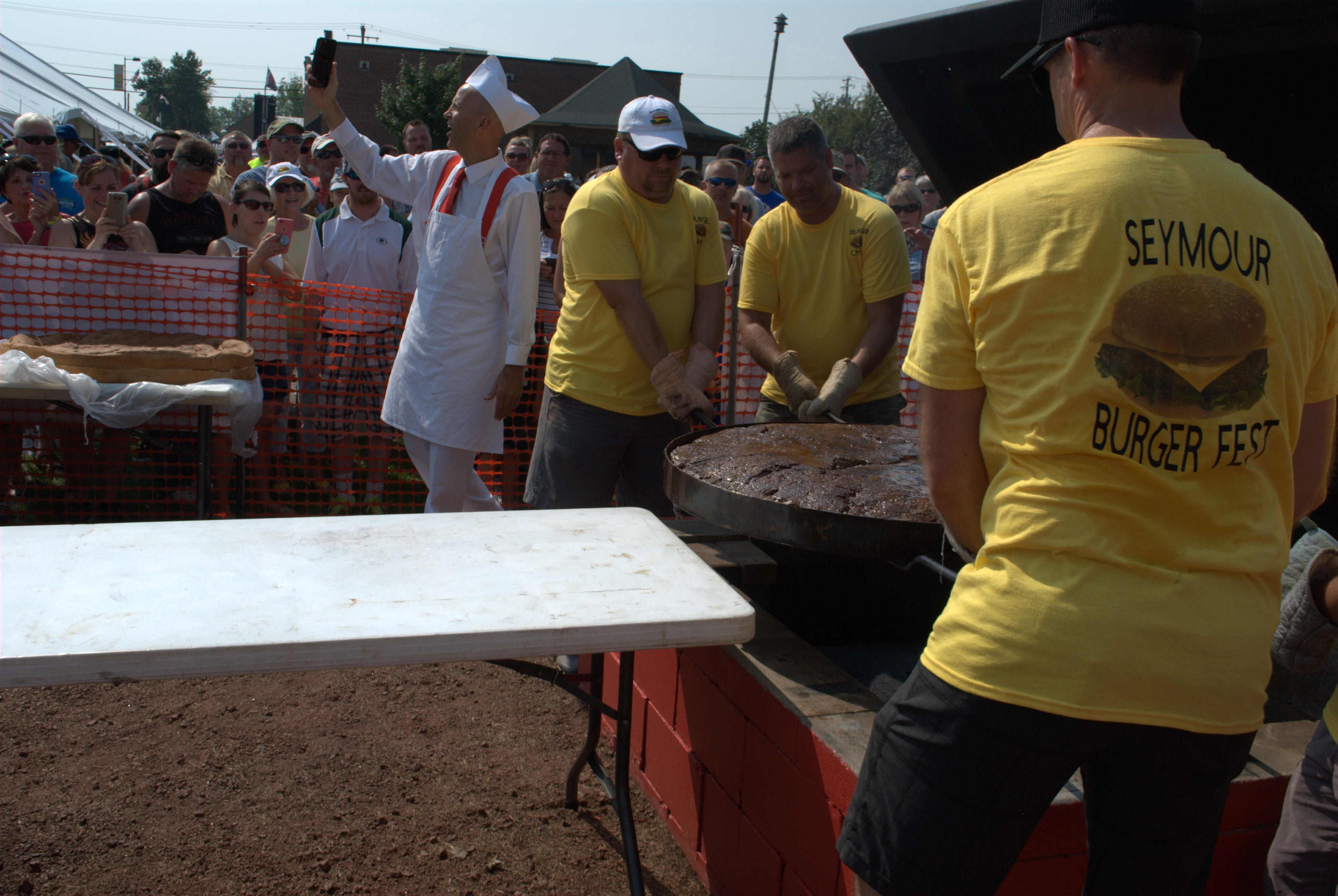